# Bernardini
Bernardini foi uma empresa criada na cidade de São Paulo em 1912 por imigrantes italianos. No começo produzia cofres e portas blindadas. Nos anos 60 teve seus primeiros contatos com a área militar, fabricando carrocerias para os caminhões do Exército e dos Fuzileiros Navais. Tornou-se um dos nomes da indústria bélica do Brasil, ao lado da Embraer, Engesa, Avibrás, Taurus e IMBEL.
Em 1972, foi alistada a colaborar com a Biselli na modernização dos carros de combate leves M3A1 Stuart, resultando nos X1. Seu desenvolvimento posterior levou ao às versões Lança-Ponte XLP-10 e lançador de foguetes XLF-40. A partir de 1976 modernizou ainda o M41 Walker Bulldog, resultando no M41C, e em 1984 modificou o M4 Sherman para uma versão anti-minas. Trabalhava com melhorias incrementais sobre as tecnologias existentes e dependia do Exército para o desenvolvimento, financiamento e suporte técnico, ao contrário da Engesa, que adquiriu maior independência e feitos de inovação e teve uma participação muito mais relevante na economia nacional. Com sua experiência foi encarregada em 1979 de projetar um carro de combate nacional, o X-30, posteriormente MB-3 Tamoyo. Seus três protótipos foram respectivamente terminados em 1984, 1985 e 1987. Tinha as especificações bastante limitadas definidas pelo Exército, embora depois recebeu modificações em reação ao sofisticado EE-T1 Osório da Engesa. Entretanto o Tamoyo nunca chegou a ser produzido em série.
Em 1984, criou o jipe Xingu, versão militarizada do Toyota Bandeirante, e em 1988 o veículo antidistúrbio AM-IV 4×4, um pequeno blindado montado sobre o chassi curto do mesmo Toyota, com três portas (uma traseira), escotilha no teto, seteiras, lançadores de granadas de gás, ar condicionado e filtro contra gases na cabine. Cerca de 50 veículos foram fabricados, a maior parte exportada para o Chile. Em 1990 estava a investir em software e hardware industriais. Nesse mesmo ano, porém, a indústria bélica estava em crise, numa decadência que se prolongaria pelos governos Collor e FHC. A Bernardini não sobreviveu e fechou as portas em 2001.
Após testes de motorização na Rodovia dos Imigrantes, um dos M41C se envolveu em um acidente fatal em 16 de janeiro de 1985 quando esmagou um Volkswagen Brasília ocupado por três pessoas, no cruzamento da Avenida Abraão de Morais com a rua Francisco Tapajós. Duas pessoas morreram e a terceira perdeu uma perna. Inicialmente a Bernardini alegou que não teve culpa pelo acidente, culpando um semáforo queimado como o responsável pela colisão e esmagamento. No dia seguinte o Departamento de Operações do Sistema Viário (DSV) da prefeitura de São Paulo divulgou que o semáforo daquele cruzamento encontrava-se funcionando na ocasião do acidente, apontando o condutor do M41C (um mecânico da empresa Bernardini com habilitação para conduzir blindados vencida desde novembro de 1984) como responsável pelo mesmo. O acidente irritou a cúpula do Exército (que culpou exclusivamente a Bernardini pelo acidente) e foi um dos fatores que prejudicou a empresa no relacionamento com o Exército Brasileiro.

### Citações
1. ↑  Azevedo 2018.
2. ↑  Ladeira Junior 2013, pp. 175-177.
3. ↑  Neto 1990, pp. 432-433.
4. ↑  Mello 2010, p. 123, cap. 4.
5. ↑  Bernardini. Lexicar Brasil. Consultado em 14 de janeiro de 2021.
6. ↑  Infantaria do Ipiranga. Prefeitura de Santo André. Consultado em 14 de janeiro de 2021.
7. ↑  Nicolaci, Angelo. Bernardini - Uma história de expertise e inovação brasileira. GBN Defense. Consultado em 14 de janeiro de 2021.
8. ↑  Bernardini: do Ipiranga para a OTAN (2 de outubro de 2008). Forças Terrestres. Consultado em 14 de janeiro de 2021.
9. ↑  Nita 2014.
10. ↑  Bressan 2016.
11. ↑  «Tanque de guerra esmaga carro e mata 2 passageiros». Folha de S.Paulo, Ano 64, edição 20378, Seção Geral, página 21. 17 de janeiro de 1985. Consultado em 14 de agosto de 2019
12. ↑  Nunzio Briguglio (18 de janeiro de 1985). «Exército culpa empresa por acidente». Folha de S.Paulo, Ano 64, edição 20379, Seção Geral, página 17. Consultado em 14 de agosto de 2019